# Fernando Gomes de Jesus
Fernando Gomes de Jesus, mais conhecido apenas como Fernando  (Rio de Janeiro, 12 de maio de 1986), é um ex-futebolista brasileiro que atuava como volante.
É irmão do também ex-futebolista Carlos Alberto.

## Carreira
Fernando começou a carreira jogando pelo Fluminense, equipe que o revelou em 2005. Em 2006, ele sofreu uma grave lesão e acabou indo se tratar no centro médico do São Paulo Futebol Clube, clube que o contratou no início de 2007. Mostrando já estar totalmente recuperado, o jovem volante teve poucas chances de atuar no Tricolor Paulista e acabou sendo dispensado no fim da temporada, após a conquista do título do Campeonato Brasileiro.

### Goiás
Foi contratado pelo Goiás para a disputa da temporada de 2008, pelo qual conquistou o Campeonato Goiano e atuou com regularidade. 

### Flamengo
Em dezembro de 2009, Fernando não aceitou a proposta de renovação de contrato e deixou o clube de Goiânia, sendo contratado pelo Flamengo para a temporada 2010. No fim de 2011, foi dispensado com rescisão de contrato amigável. 

### Grêmio Barueri
Em maio de 2012, Fernando acertou com o Grêmio Barueri.

### Volta Redonda
Sem clube, no dia 8 de janeiro de 2013 Fernando acertou com o Volta Redonda.

### Bonsucesso
Em janeiro de 2015, sem clube desde que atuou pelo Sheriff da Moldávia, Fernando retorna ao Brasil e acerta com o Bonsucesso para a disputa do Carioca.

### Retorno ao Volta Redonda
Em outubro de 2015, Fernando acertou seu retorno ao Volta Redonda para a sequência da Copa Rio.

### Inter de Lages
Em dezembro de 2015, Fernando foi anunciado como reforço do Inter de Lages para a disputa do Campeonato Catarinense de 2016.

### Aposentadoria
Fernando decidiu encerrar sua carreira como atleta profissional de maneira precoce, aos 30 anos de idade, em decorrência de sete AVCs.Em 2022, ganhou judicialmente o direito à pensão vitalícia do Volta Redonda, por não ter prestado assistência à sua recuperação.

## Estatísticas
Até 24 de novembro de 2012.

### Clubes
| Clube             | Temporada         | Campeonato nacional | Campeonato nacional | Copa nacional[a] | Copa nacional[a] | Competições continentais[b] | Competições continentais[b] | Outros torneios[c] | Outros torneios[c] | Total | Total |
| Clube             | Temporada         | Jogos               | Gols                | Jogos            | Gols             | Jogos                       | Gols                        | Jogos              | Gols               | Jogos | Gols  |
| ----------------- | ----------------- | ------------------- | ------------------- | ---------------- | ---------------- | --------------------------- | --------------------------- | ------------------ | ------------------ | ----- | ----- |
| Flamengo          | 2010              | 10                  | 0                   | 0                | 0                | 2                           | 0                           | 10                 | 3                  | 22    | 3     |
| Flamengo          | 2011              | 2                   | 0                   | 0                | 0                | 0                           | 0                           | 11                 | 0                  | 13    | 0     |
| Flamengo          | Total             | 12                  | 0                   | 0                | 0                | 2                           | 0                           | 21                 | 3                  | 35    | 3     |
| Grêmio Barueri    | 2012              | 5                   | 0                   | 0                | 0                | 0                           | 0                           | 0                  | 0                  | 5     | 0     |
| Grêmio Barueri    | Total             | 5                   | 0                   | 0                | 0                | 0                           | 0                           | 0                  | 0                  | 5     | 0     |
| Volta Redonda     | 2013              | -                   | -                   | -                | -                | -                           | -                           | 0                  | 0                  | 0     | 0     |
| Volta Redonda     | Total             | -                   | -                   | -                | -                | -                           | -                           | 0                  | 0                  | 0     | 0     |
| Total na carreira | Total na carreira | 17                  | 0                   | 0                | 0                | 2                           | 0                           | 21                 | 3                  | 40    | 3     |

- a. ^ Jogos da Copa do Brasil
- b. ^ Jogos da Copa Sul-Americana e Copa Libertadores
- c. ^ Jogos do Campeonato Carioca

| Gols pelo Flamengo | Gols pelo Flamengo | Gols pelo Flamengo       | Gols pelo Flamengo | Gols pelo Flamengo | Gols pelo Flamengo | Gols pelo Flamengo | Gols pelo Flamengo |
| #                  | Data               | Local                    | Placar             | Resultado          | Adversário         | Gols               | Competição         |
| 2010               | 2010               | 2010                     | 2010               | 2010               | 2010               | 2010               | 2010               |
| ------------------ | ------------------ | ------------------------ | ------------------ | ------------------ | ------------------ | ------------------ | ------------------ |
| 1.                 | 17 de janeiro      | Rio de Janeiro, Maracanã | 3x2                | 3x2                | Duque de Caxias    | 1                  | Campeonato Carioca |
| 2.                 | 27 de janeiro      | Rio de Janeiro, Maracanã | 3x2                | 2x0                | Americano          | 1                  | Campeonato Carioca |
| 3.                 | 3 de março         | Rio de Janeiro, Maracanã | 2x0                | 1x0                | Madureira          | 1                  | Campeonato Carioca |

## Títulos
Fluminense
- Campeonato Carioca: 2005
- Taça Rio: 2005

São Paulo
- Campeonato Brasileiro: 2007
- Troféu Osmar Santos: 2007
- Troféu João Saldanha: 2007

Goiás
- Campeonato Goiano: 2009

Flamengo
- Campeonato Carioca: 2011
- Taça Guanabara: 2011
- Taça Rio: 2011

Sheriff
- Campeonato Moldavo: 2013